# Calamus multinervis
Calamus multinervis är en enhjärtbladig växtart som beskrevs av Odoardo Beccari. Calamus multinervis ingår i släktet Calamus och familjen Arecaceae. Inga underarter finns listade i Catalogue of Life.